# Runstens kyrka
Runstens kyrka är en kyrkobyggnad i Runstens socken i Växjö stift. Den är församlingskyrka i Gärdslösa, Långlöt och Runstens församling på Öland.

## Kyrkobyggnaden

### Den medeltida klövsadelskyrkan
Av den medeltida klövsadelskyrkan i Runsten, återstår i dag endast de under kyrkogårdens gräsmatta belägna grundmurarna. Kyrkans utseende känner vi ändå väl till, tack vare avbildningar från 1600-talet och fram till 1820-talet. När den äldsta stenkyrkan byggdes, vet vi inte, eftersom den revs ned 1836 och grundmurarna inte har varit föremål för någon utgrävning, men med tanke på de många om och tillbyggnader som den genomgick intill 1200-talets mitt, är det rimligt att tänka sig, att den äldsta anläggningen kom till under förra hälften eller mitten av 1100-talet. Den bestod av ett långhus samt ett öster därom beläget absidkor.
Vid 1100-talets andra hälft  uppfördes vid långhusets västra gavel ett torn med flera våningar varav den översta var avsedd för klockorna. Under 1200-talet  förstärktes korets murarna på utsidan och på långhusets östgavel uppfördes ytterligare ett torn,därmed blev kyrkan en så kallad klövsadelskyrka. Kyrkan förstärktes ytterligare i mitten av 1200-talet och långhuset välvdes tvåskeppigt med sex kryssvalv som i rummets mittaxel var burna av två pelare. I mitten av 1600-talet pryddes kyrkan med kalkmålningar.
Redan under 1600-talet hade emellertid kyrkan blivit för liten för folkmängden. Vid en visitation 1816 föreslog nämligen biskop Magnus Stagnelius att en helt ny kyrka skulle byggas. Den som till slut lyckades driva igenom kyrkobyggnadsfrågan var Abraham Ahlqvist som 1827 tillträdde pastoratet. Rivningen av den gamla kyrkan skulle bedrivas parallellt med uppförandet av den nya.

### Den nyklassicistiska kyrkan
Runstens nuvarande kyrka är uppförd i nyklassicistisk stil efter ritningar av Nils I Löfgren dock omarbetade av Johan Carlberg vid Överintendentsämbetet. Byggnadsarbetet utfördes under ledning av byggmästare Gustaf Rudwall,Kalmar. Enligt fastställda ritningar avsågs att behålla den gamla kyrkans östtorn och bygga den nya kyrkan i anslutning till detta i öster. 
Istället uppfördes utan Överintendentämbetets tillstånd en helt ny kyrka norr om den gamla medeltidskyrkan 1835–1836.Uppförandet av tornbyggnaden till den nya kyrkan kom att avslutas 1838 av byggmästare Peter Isberg, Algutsrum. Kyrkan invigdes den 24 juni 1841 av biskop Anders Carlsson af Kullberg. 
Taktäckningen på långhuset är taktegel, tornet är beklätt med kopparplåt. Kyrkan har sadeltak, vilket är valmat över sakristian. Tornet pryds av en åttakantig lanternin. Fönsterbågarna är stora och rundbågade och bryter igenom de vitputsade murarna. Ingångar finns genom tornportal och mittportal på sydsidan. 1962 togs en portal upp vid sakristian. Kyrkan har ett rektangulärt långhus. Koret med utbyggd sakristia ligger i öster. Kyrkans interiör är relativt välbevarad, taket är ett välvt tak i trä. Inredningen är enhetlig och i nyklassicistisk stil. 
Intill kyrkan ligger ett sockenmagasin från 1702. Kyrkogården är inhägnad med en kallmur.

## Inventarier
- Av kyrkans inventarier kan nämnas ett emaljkrucifix från 1200-talet, tillverkat i Limoges.

- Andra äldre skulpturer är en madonnabild av tyskt ursprung från 1300-talet och en "helig konung" (sankt Erik eller Sankt Olof) från slutet av 1200-talet samt ett medeltida sakramentsskåp.

- Dopfunten är från 1200–1249, tillverkad av Calcarius II.

- Altaruppställningen och altartavlan tillkom 1847. Altartavlan är utförd av Sven Gustaf Lindblom efter altartavlan i Kalmar domkyrka vilken i sin tur återger Rubens berömda målning "Korsnedtagningen". I altaruppställningens krönpartiet ingår delar av den äldre altaruppsatsen  i form av en målning "Himmelsfärden" samt två profilörer utförda av Anders Dahlström den äldre 1749.

- Predikstolen är från 1847, den har även delar som kommer från en äldre predikstol.

- Två reliefer ¨"Nattvarden" och "Getsemane" från Anders Dahlström den äldres altaruppsats 1749.

- Bänkinredningen från 1835 moderniserades något 1935, då samtidigt även läktaren ändrades något. 1984 gjordes en ny underbyggnad till läktaren.

## Bildgalleri

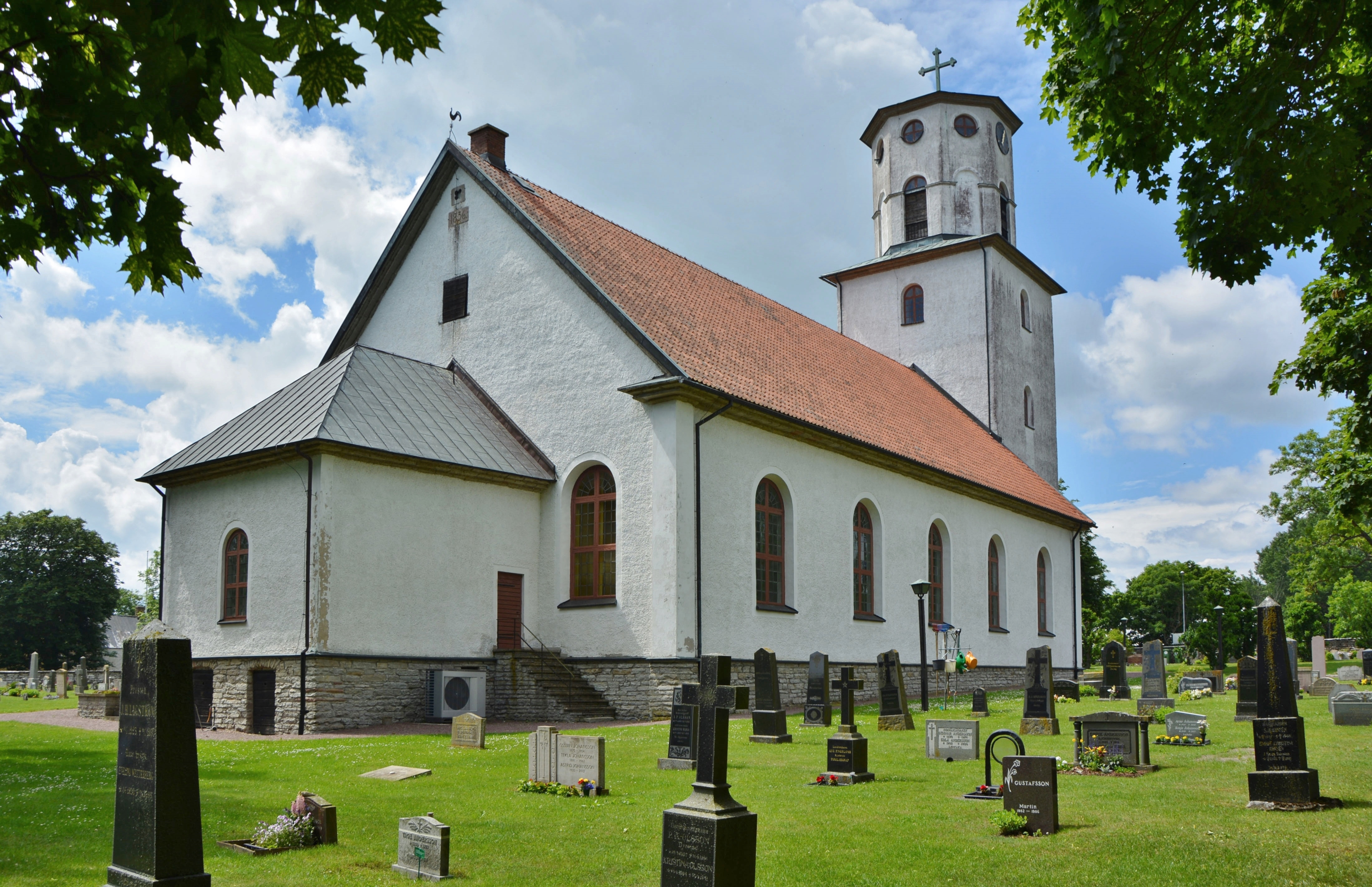
Kyrkan från nordöst
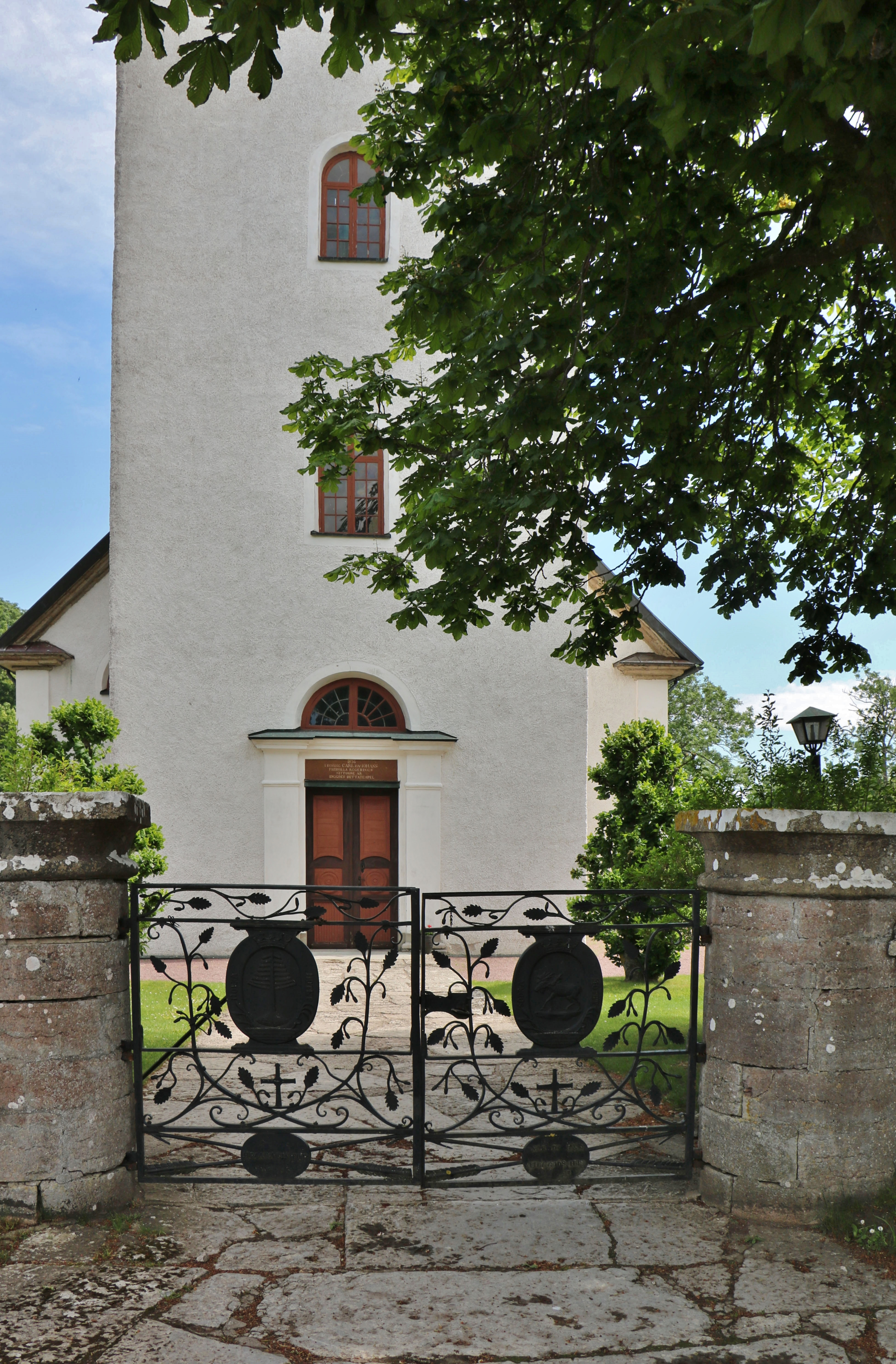
Huvudingången
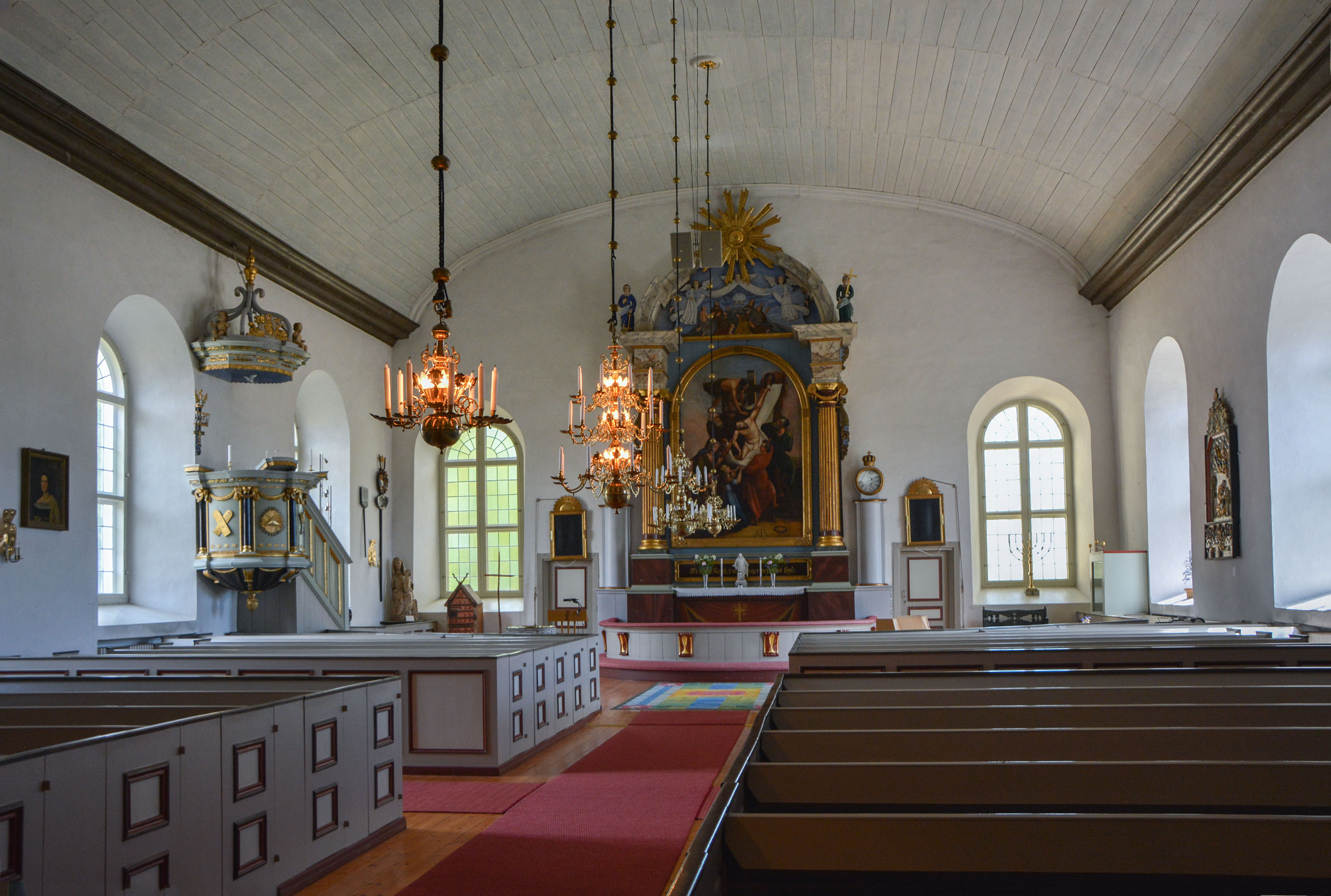
Interiör mot öster
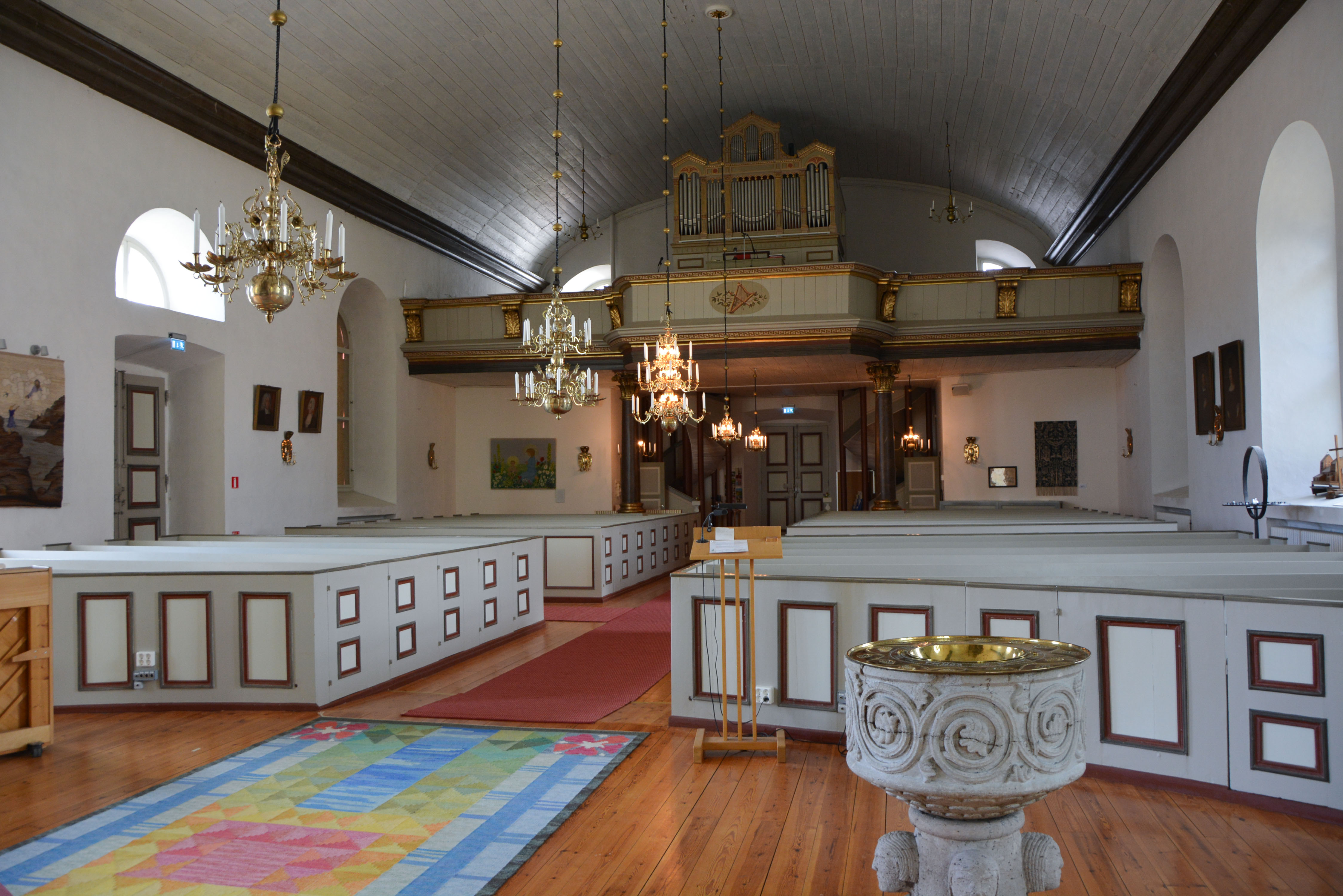
Interiör mot väster
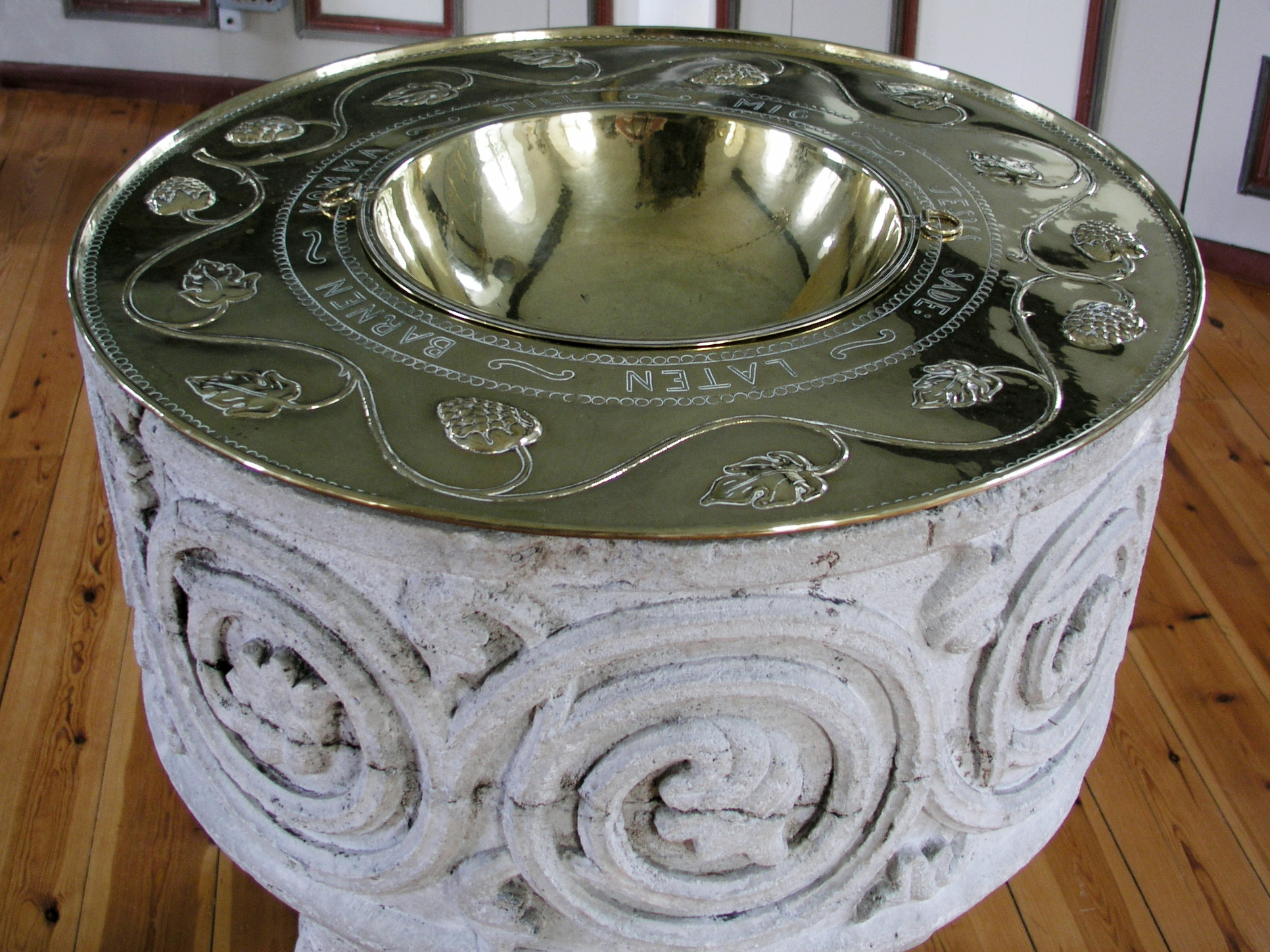
Dopfunten av Calcarius II
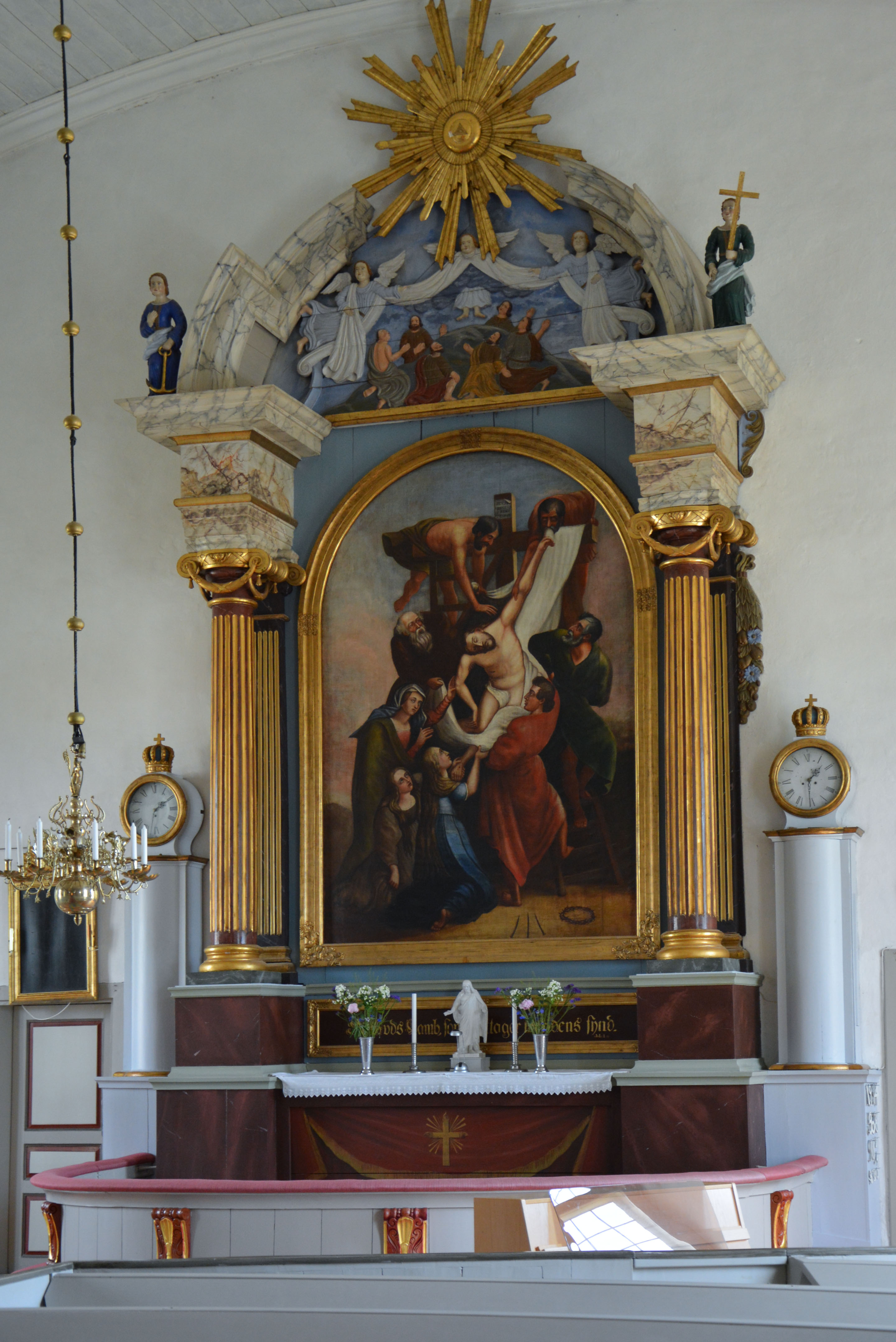
Altaruppställningen 1847
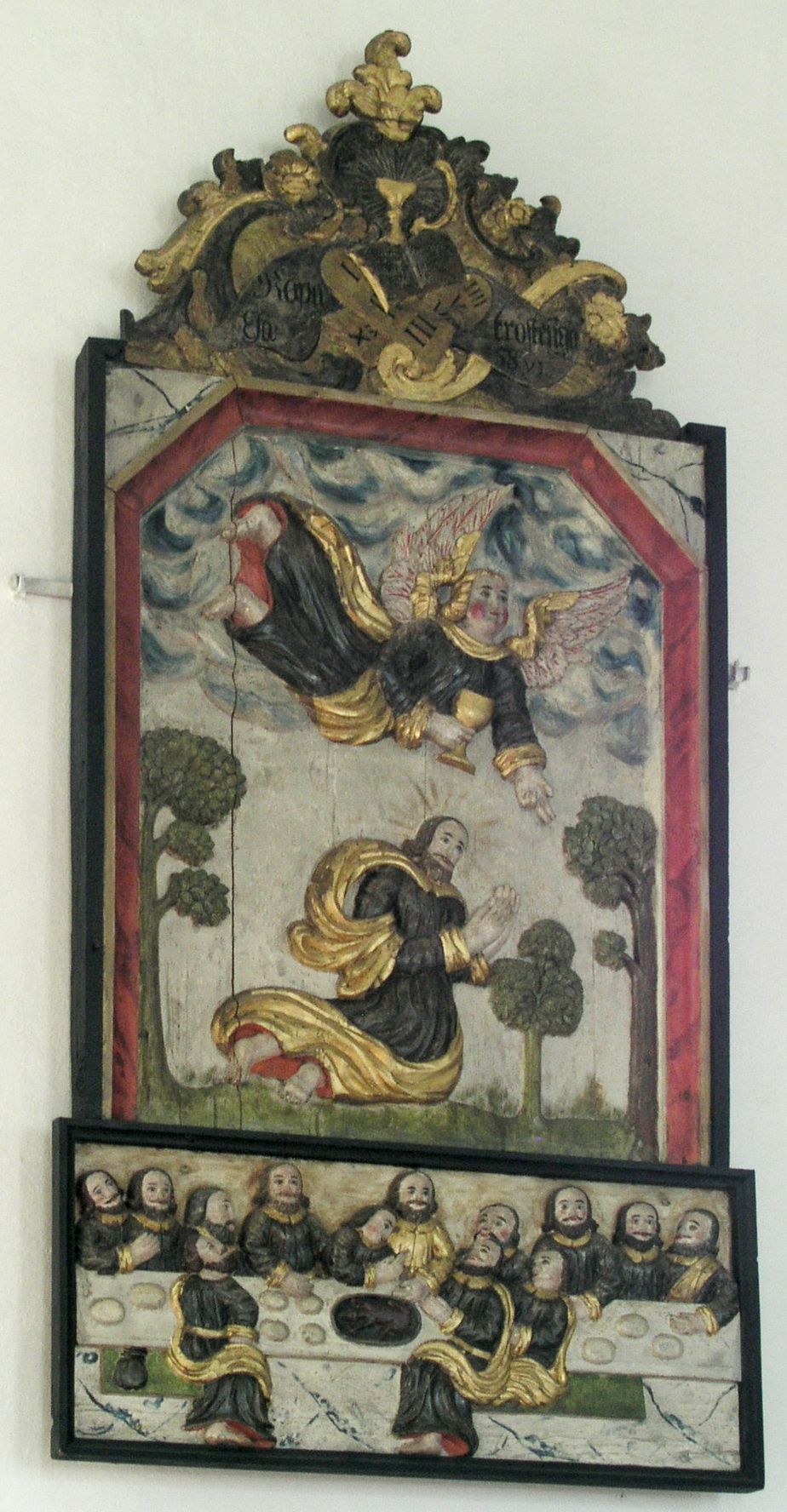
Nattvarden och Getsemane
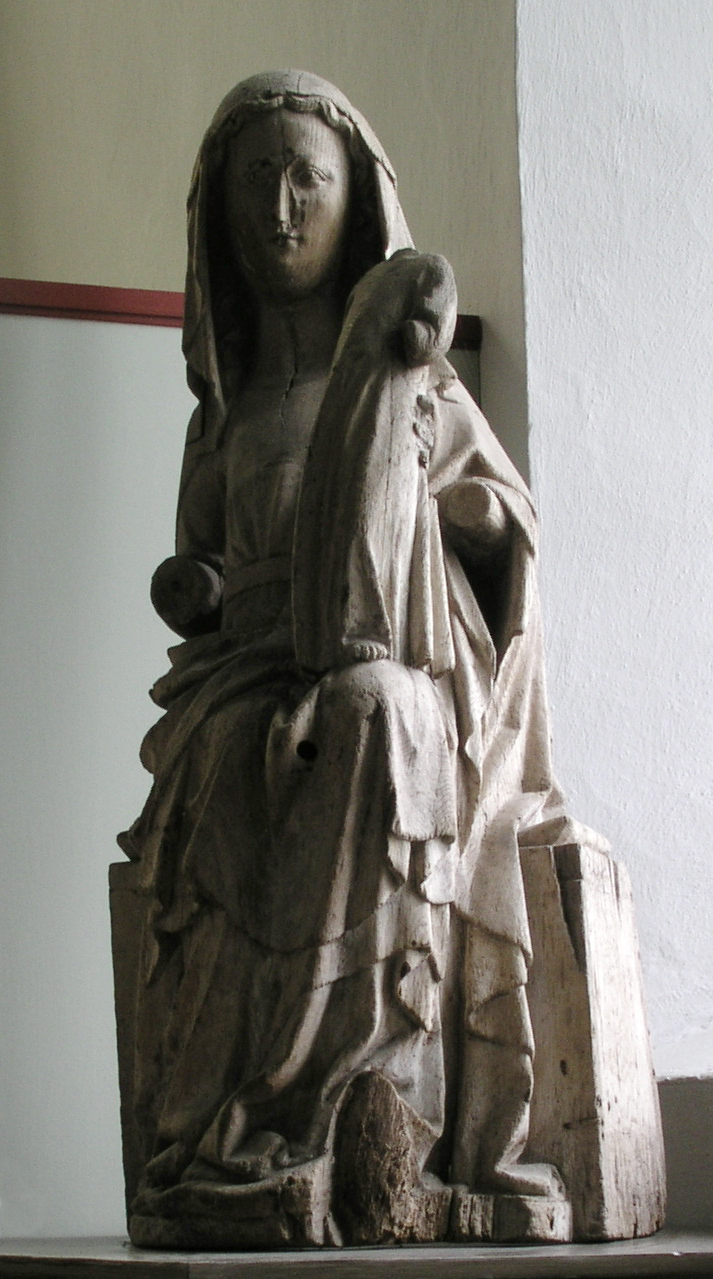
Madonna
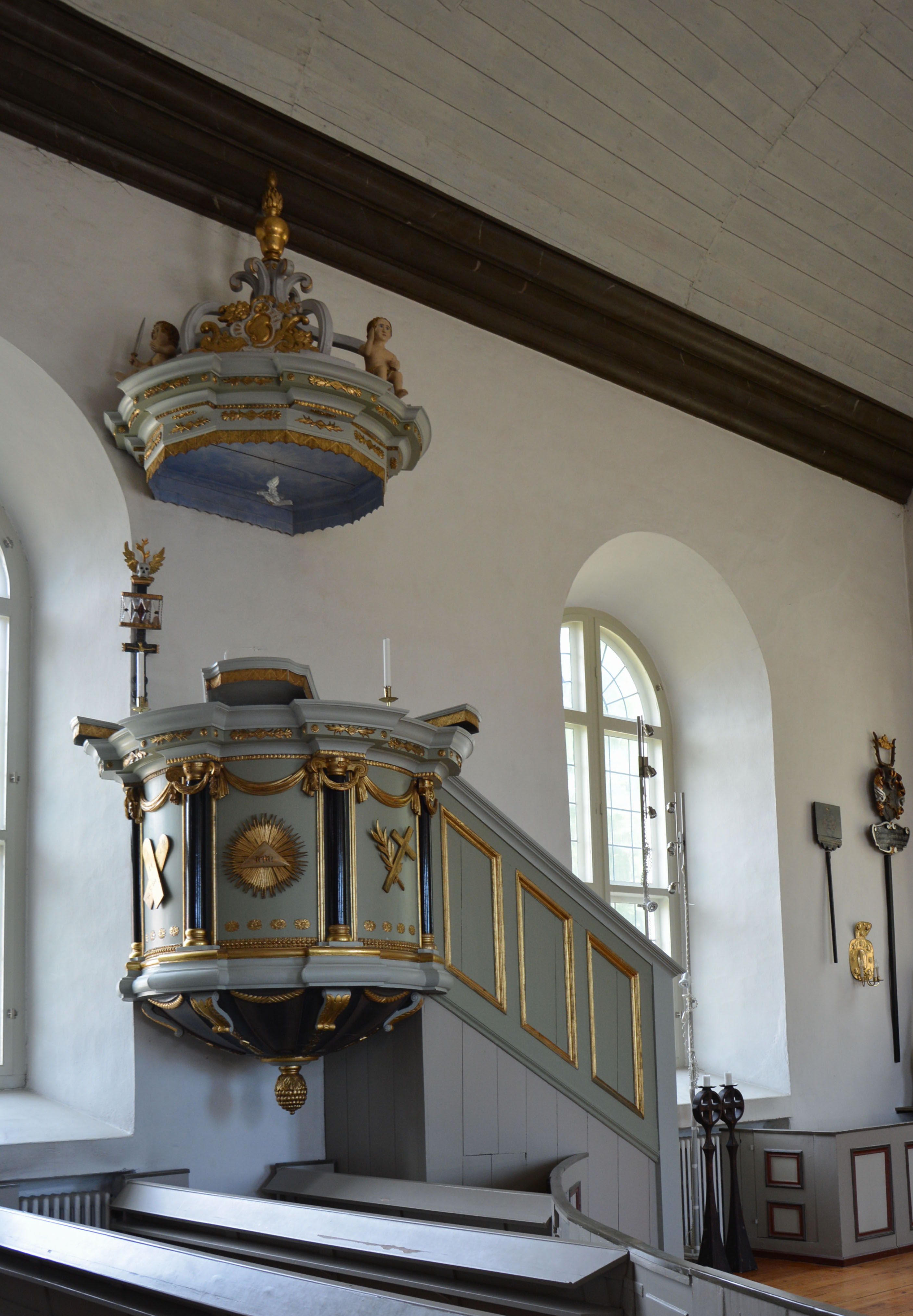
Predikstolen 1847
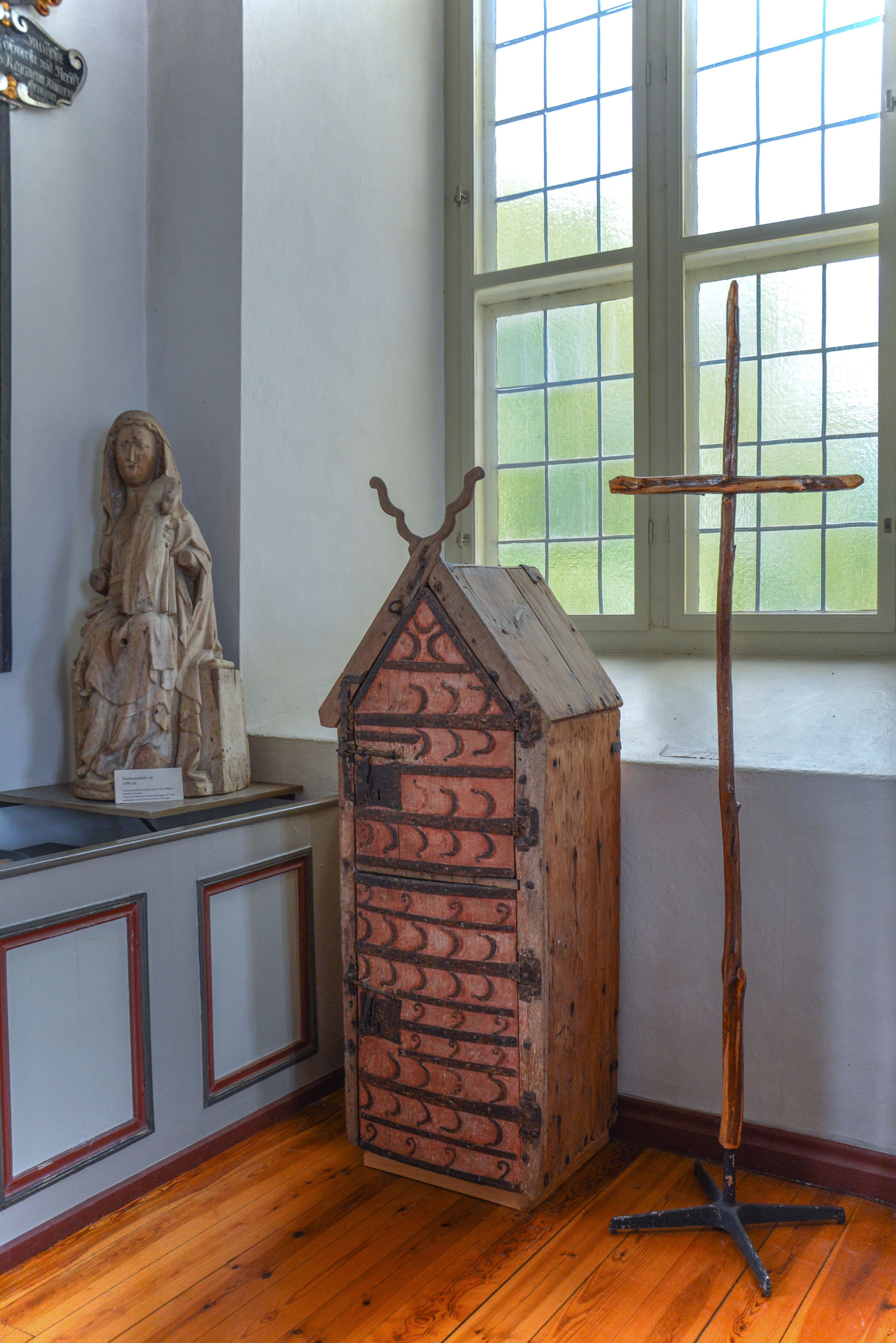
Sakramentsskåp
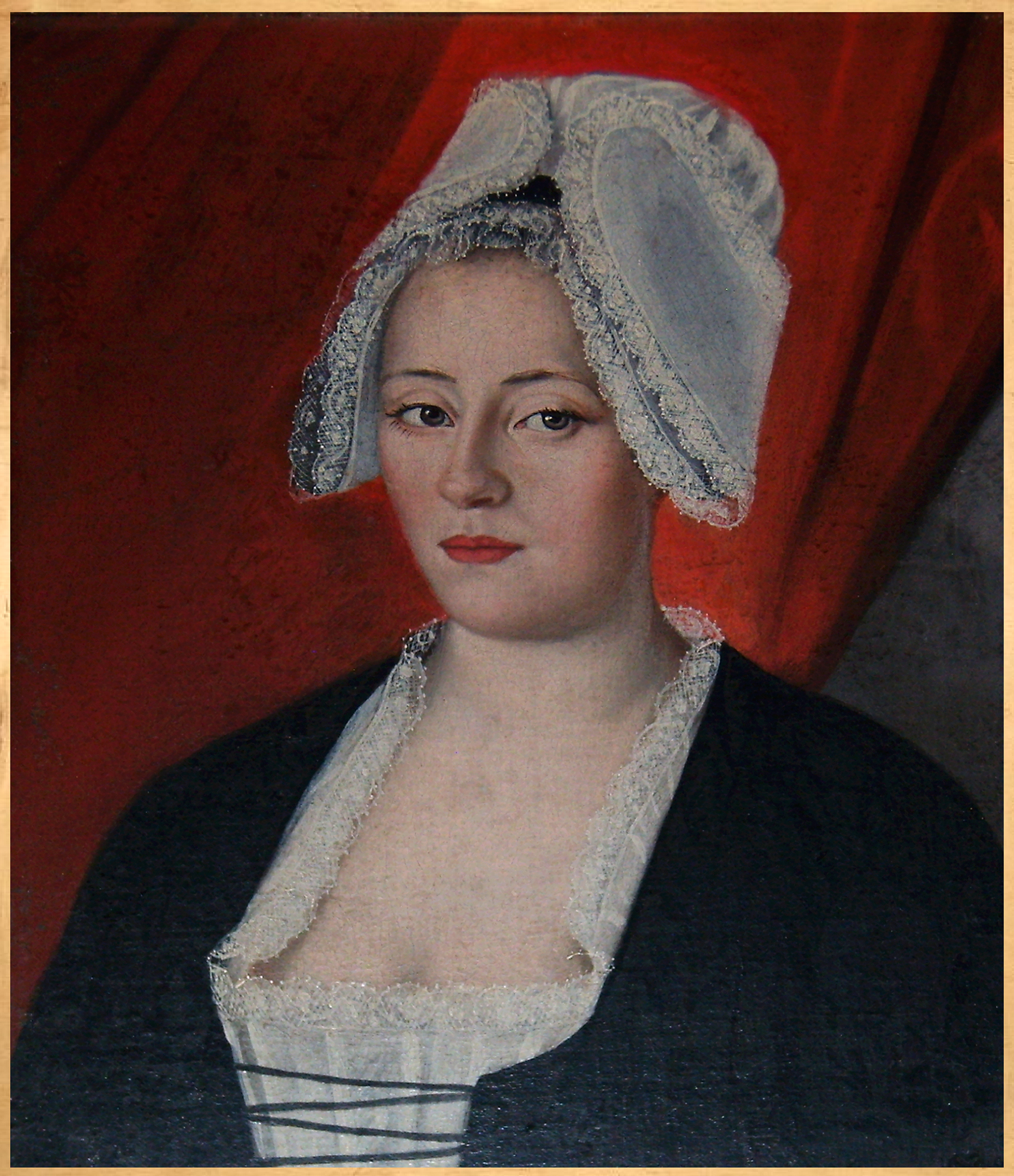
Birgitta Giöthe

## Orgel

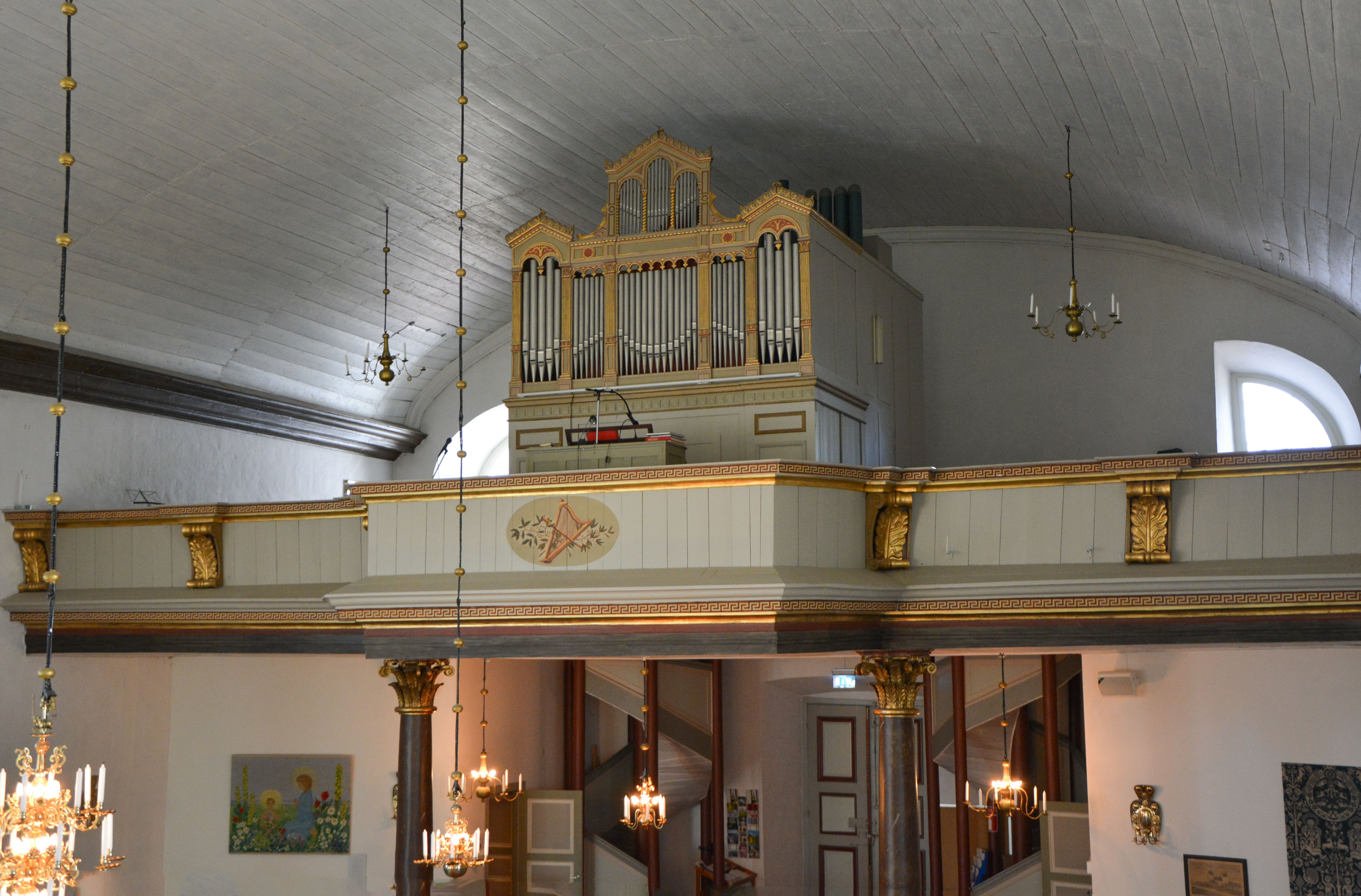
Läktarorgeln

- 1856 byggde Nils Petter Petersson en orgel med tretton stämmor till kyrkan. Orgeln invigdes söndagen den 26 oktober 1856.[4] Fasaden ritades 1854 av Johan Fredrik Åbom.
- 1935 uppförde Olof Hammarberg, Göteborg, en ny orgel bakom Åboms fasad.[5] Orgeln är helpneumatisk och har 20 stämmor fördelade på två manualer och pedal. Orgeln har även registersvällare samt fasta och fria kombinationer.

Nuvarande disposition:
| Huvudverk (I) C-g3 | Svällverk (II) C-g3 | Pedal C-f1    | Koppel   |
| Borduna 16′        | Basetthorn 8′       | Subbas 16′    | I 4′     |
| Principal 8′       | Gedackt 8′          | Violon 16′    | II/I     |
| Flöjt Harmonik 8′  | Rörflöjt 8′         | Violoncell 8′ | II 4′/I  |
| Gamba 8′           | Salicional 8′       |               | II 16′/I |
| Oktava 4′          | Flöjt Vibrator 8′   |               | I/P      |
| Oktava 2′          | Voix Celeste 8′     |               | II/P     |
| Mixtur 4 fack      | Spetsflöjt 4′       |               |          |
| Trumpet 8′         | Waldhorn 2′         |               |          |
|                    | Sesquialtera 2 fack |               |          |